# 松澤伸
松澤 伸（まつざわ しん、1968年 - ）は、日本の法学者。早稲田大学法学学術院教授。専門は刑法。野村稔、所一彦門下。東京都出身。

## 来歴
1987年早稲田大学高等学院卒業、1991年早稲田大学法学部卒業。同大学大学院法学研究科修士課程・立教大学大学院法学研究科博士課程修了後、日本学術振興会特別研究員(PD)を経て、現在、早稲田大学法学部・大学院法学研究科教授。学位は博士（法学）（立教大学）（学位論文「デンマーク刑法と機能主義刑法学」）。

## 研究テーマ
- スカンジナヴィア刑法
- 刑法解釈方法論としての機能主義刑法学
- 統一的正犯概念と共犯理論
- 量刑における均衡原理
- 市民の刑事裁判参加
- 文書偽造罪

## 在外研究等
- コペンハーゲン大学客員研究員(1996年〜2002年)
- ストックホルム大学客員研究員(2013年9月〜2014年8月)
- ウプサラ大学客員研究員(2014年9月〜2015年8月)

## 委員歴・役員歴
- 家庭裁判所職員採用試験委員（刑法）(2006年〜2013年)
- 内閣府経済社会研究所客員研究員 (2008年〜2012年)

## 著作

### 書籍等出版物
- 『機能主義刑法学の理論』(信山社、2001年)
- 『デンマーク司法運営法（比較法研究所叢書35号）』(成文堂、2008年)(翻訳)
- 『Law Practice 刑法』(商事法務、2009年) (佐久間修、高橋則夫、安田拓人と共著)
- 『刑法は企業活動に介入すべきか』(成文堂、2010年) (田口守一、今井猛嘉、細田孝一、池辺吉博、甲斐克則と共著)
- 『Law Practice 刑法（第2版）』(商事法務、2014年) (佐久間修、高橋則夫、安田拓人と共著)

### 論文
※判例評釈は除く
- 「不真正不作為犯の実行行為と未遂−作為可能性と結果回避可能性の機能ー」『早稲田大学大学院法研論集(74)』(1995年)
- 「デンマーク刑法の発展」『早稲田大学大学院法研論集(77)』(1996年)
- 「デンマークの刑事裁判と陪審制・参審制」『立教法学(55)』(2000年)
- 「デンマークとノルウェーの陪審制・参審制」『自由と正義52;6』(2001年)
- 「北欧四カ国の陪審制・参審制——デンマーク、ノルウェー、スウェーデン、フィンランド」『現代刑事法3;7』(2001年)
- 「市民と裁判官のコミュニケーション—北欧の参審制と我が国の裁判員制—」『法と心理2;1』(日本評論社、2002年)
- 「機能的刑法解釈論の方法に関する一考察」(学会報告) 『第81回刑法学会大会』(2003年)
- 「違法性の判断形式と犯罪抑止」『早稲田法学78;3』(2003年)
- 「裁判員制度の人数構成—裁判官２人制の提言」『現代刑事法6;1』(2004年)
- 「機能的刑法解釈論の方法に関する一考察」『刑法雑誌43,3』(2004年)
- 「法人に対する脅迫・強要罪の成否（一）」『早稲田法学80(２)』(2005年)
- 「刑法と損害賠償法—デンマークにおける「専門家の責任」を契機として」『企業と法創造1(４)』(2005年)
- 'Det nye laegdommrsystem i Japan' (学会報告) "NORDISK WORKSHOP I STRAFFERETT 2005" (2005年)
- 「法人に対する強要・脅迫罪の成否（二）」『早稲田法学80(４)』(2005年)
- 「海外における量刑判断への市民参与—デンマークの参審制」『季刊刑事弁護(４４)』(2005年)
- 「スウェーデンの参審制--スウェーデンにおける断絶のない、また、断絶のできない素人裁判官の伝統」(翻訳) (クリスチャン・ディーセン 著、松澤伸 訳) 『早稲田法学81(1)』(2005年)
- 「デンマーク刑法における涜神罪」『季刊刑事弁護(46)』(2006年)
- 'Crime by Lawyers in Japan and the Responsibilities of Professionals' Shin Matsuzawa and Tokikazu Konishi

Pontell, Henry N.; Geis, Gilbert L. (Eds.)  "International Handbook of White-Collar and Corporate Crime" (2007年)
- 「北欧における飲酒運転の現状と対策」『岡野光雄先生古稀記念・交通刑事法の現代的課題』(2007年)
- 「企業の犯罪回避とコンプライアンス・プログラム」(田口守一＝甲斐克則＝今井猛嘉＝白石賢編著)『企業犯罪とコンプライアンス・プログラム』(商事法務、2007年)
- 「文書偽造罪の保護法益と「公共の信用」の内容——最近の判例を素材として——」『早稲田法学82(2)』(2007年)
- 「ノルウェー刑法における共謀罪」『季刊刑事弁護(50)』(2007年)
- 「機能的刑法解釈方法論再論」『早稲田法学82(3)』(2007年)
- 「刑法における法人の地位」『刑法の争点』(2007年)
- 「刑事責任—狭義の刑事責任」『法学研究の基礎・法的責任』p.125 - 149 (2008年)
- 'Nyt Laegdommersystem i Japan' Elholm, T. ｍｆｌ. (eds.) "Ikke kun straf... Festskrift til Vagn Greve" p.417 - 426 (2008年)
- 「デンマークの企業犯罪」甲斐克則＝田口守一編『企業活動と刑事規制の国際動向』p.197 - 224
- 「営業秘密の保護と刑事法」甲斐克則編『早稲田大学COE叢書５巻・企業活動と刑事規制』（日本評論社、2008年）p.170 - 187
- 「金融手形・小切手偽造と有形偽造の概念にまつわる刑法上の諸問題」『早稲田大学孔子学院叢書１・日中刑法論壇』p.145 - 161 (2009年)
- 「別居中の共同親権者による未成年者の略取行為と実質的違法性阻却」『ジュリスト 1389』p.108 - 112 (2009年)
- 'Judicial Persons as Victims: An Introduction from a Japanese Perspective' "Waseda Bulletin of Comparative Lawvol. 28" p.1 - 12 (2010年)
- 「作成権限の濫用・逸脱と有価証券偽造罪・文書偽造罪の成否」『立教法学79』p.139 - 164 (2010年)
- 「教唆犯と共謀共同正犯の一考察—いわゆる「間接正犯と教唆犯の錯誤」を切り口として—」『Law & Practice 4』p.95 - 116 (2010年)
- 「北海道開発庁長官の職務と職務密接関連行為」『刑事法ジャーナル(29)』p.120 - 127
- 「消費者保護と刑法」甲斐克則編『現代社会と刑法を考える』(法律文化社、2012年)
- 「デンマークとスウェーデンにおけるCSRと法人処罰」(松澤伸＝田川靖紘＝福山好典) 『企業と法創造8(4)』p.137 - 150 (2012年)
- 「デンマーク刑法における未遂犯規定」(カリン・コーニルズ著／松澤伸＝岡田侑大・訳) 『比較法学46(3)』p.295 - 315 (2013年)
- 「企業不祥事への対応のあり方：GCOEコンプライアンス調査を踏まえた一考察」『企業と法創造9(4)』p.326 - 331 (2013年)
- 「共犯と正犯の区別について−裁判官の思考と共犯理論−」『曽根威彦先生・田口守一先生古稀祝賀論文集〔上巻〕』p.817 - 834 (成文堂、2014年)
- 「スウェーデンにおける刑罰の正当化根拠と量刑論—いわゆる「均衡原理」の基礎」『罪と罰51(3)』p.76 - 91 (2014年)
- 「いわゆる「ブーメラン現象」と犯罪論体系」『川端博先生古稀祝賀論文集』（成文堂、2015年）
- 「野村稔教授の刑法理論について—刑法総論を中心に」『野村稔先生古稀祝賀論文集』（成文堂、2015年)
- 「文献紹介・ヤック・オーグレン著『スウェーデン刑法２９章５条における衡平理由』」『理論刑法学の探究⑧』(成文堂、2015年)

※その他判例評釈など多数

## 所属学協会
- 日本刑法学会（国内）
- デンマーク刑事学協会（国内）
- 国際刑法学会（国内）
- 現行刑事法研究会（会長、国内）